# Оранінбаум-Верліц
Оранінбаум-Верліц (нім. Oranienbaum-Wörlitz) — місто в Німеччині, розташоване в землі Саксонія-Ангальт. Входить до складу району Віттенберг.
Площа — 115,16 км2. Населення становить 8063 ос. (станом на 31 грудня 2021).